# Christian Bakkerud
Christian Bakkerud (ur. 3 listopada 1984 w Kopenhadze, zm. 11 września 2011 w Londynie) – duński kierowca wyścigowy.

## Kariera

### Formuła BMW
Po zakończeniu kariery kartingowej, Christian Bakkerud w roku 2002 przeszedł do wyścigów samochodów jednomiejscowych, debiutując w Niemieckiej Formule BMW. W pierwszym roku startów (w zespole VIVA Racing) zmagania zakończył na 15. miejscu. W drugim z kolei (w ekipie Team Rosberg) nie odnotował progresji, zajmując odległą 24. pozycję, na koniec sezonu. W 2003 roku Duńczyk przeniósł się do brytyjskiego cyklu, w którym reprezentował barwy stajni Carlin Motorsport. Stanąwszy trzykrotnie na podium, rywalizację ukończył na 11. lokacie.

### Formuła 3
W latach 2005–2006 Christian startował w barwach ekipy Carlin Motorsport, w Brytyjskiej Formule 3. W pierwszym roku startów czterokrotnie stawał na podium, a w klasyfikacji generalnej zajął 7. miejsce. W drugim z kolei pięć razy mieścił się w czołowej trójce, z czego raz na najwyższym stopniu. Ostatecznie został sklasyfikowany na 6. pozycji.
W roku 2006 Bakkerud wystartował również w prestiżowych wyścigach - Masters of Formula 3 (nie ukończył) oraz Grand Prix Makau (siódme miejsce). Rok później ponownie wziął udział w Masters of Formula 3. Tym razem ukończył zmagania, będąc ostatecznie sklasyfikowanym na 16. lokacie.

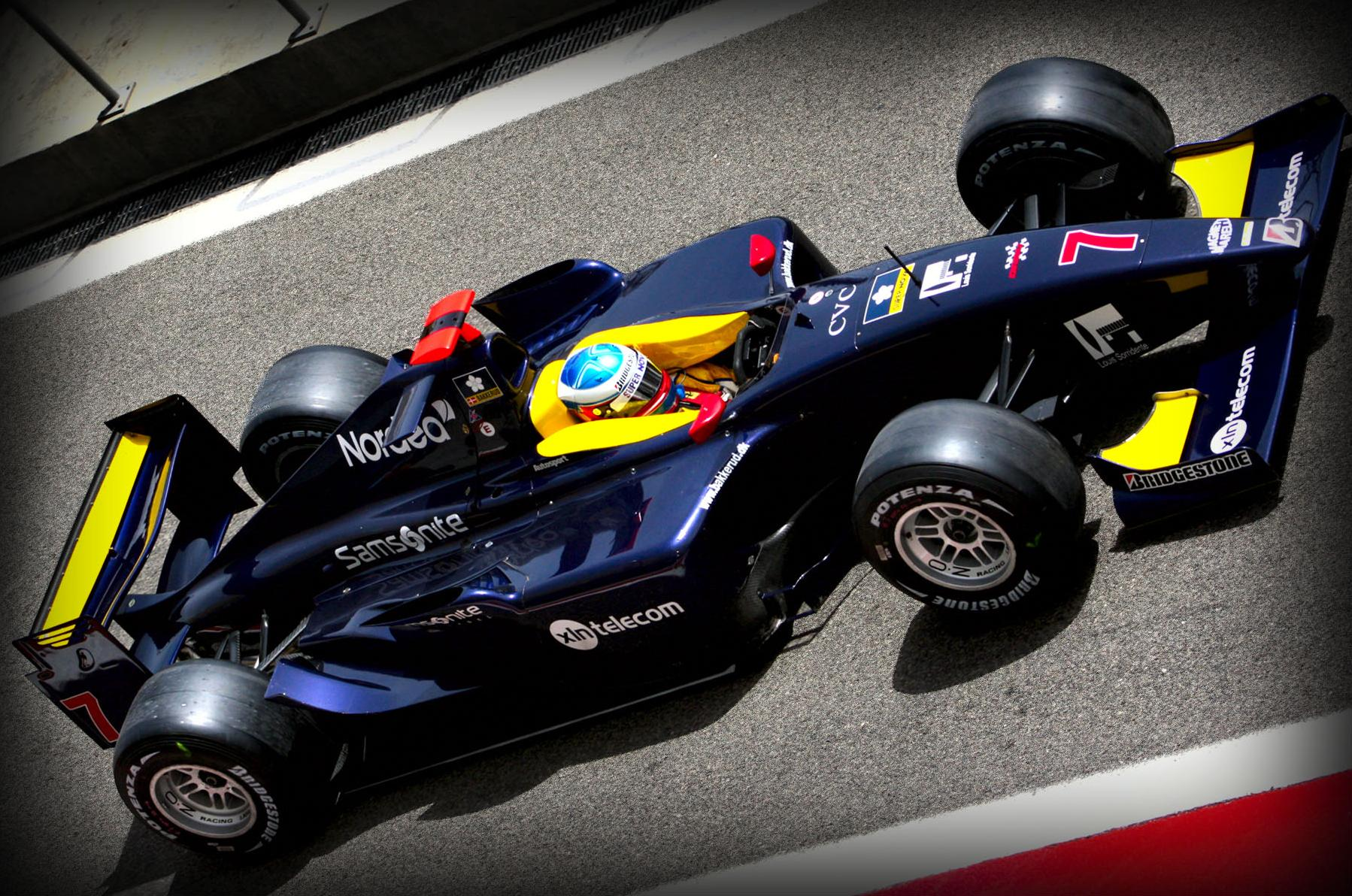
Christian Bakkerud podczas wyścigu Azjatyckiej GP2, w 2008 roku

### Seria GP2
W roku 2007 Bakkerud zadebiutował w bezpośrednim przedsionku Formuły 1 - GP2 - podpisując kontrakt z brytyjskim zespołem David Price Racing. Sezon ten nie był jednak udany dla Duńczyka. W ciągu dwudziestu wyścigów, tylko sześciokrotnie zdołał dojechać do mety, na najlepszym trzykrotnie uzyskując dwunastą lokatę (w pierwszych wyścigach: w Hiszpanii, Francji i Belgii). Dodatkowym problemem okazała się kontuzja, której Christian doznał podczas rundy w Barcelonie. W sierpniu, nie do końca wyleczony uraz wrócił, w postaci ostrego bólu pleców. W konsekwencji Duńczyk był zmuszony zrezygnować ze startu w Turcji oraz nie wystąpił w kolejnej eliminacji, na włoskim torze Monza (został tam zastąpiony przez Francuza Olivera Plę). Po sezonie zakończył współpracę z brytyjską ekipą.
W sezonie 2008 Christian Bakkerud podpisał kontrakt z inną stajnią z wysp brytyjskich - Super Nova Racing - na udział w azjatyckiej i europejskiej edycji GP2. W ciągu dziesięciu wyścigów zimowego cyklu, tylko trzykrotnie dojechał do mety. Najlepiej spisał się podczas ostatniego wyścigu, w Dubaju, w którym to został sklasyfikowany na dziewiątej pozycji.
W głównym cyklu, Bakkerud już w pierwszym wyścigu doznał, w wyniku kolizji, kontuzji kręgosłupa, która podobnie, jak w zeszłym roku, wykluczyła go z kolejnych zmagań na technicznym tureckim torze Istanbul Park. Jego miejsce zajął wówczas Hiszpan Andy Soucek. Do kokpitu powrócił na trzecią rundę sezonu, rozegraną na ulicznym obiekcie Monte Carlo. Tylko w jednym wyścigu dojechał do mety, zajmując dziesiątą lokatę w sobotniej rywalizacji. Po rundzie w Monako Duńczyk utracił jednak na stałe posadę, na rzecz Hiszpana Soucka.

### DTM
W sezonie 2009 Christian Bakkerud przeniósł się do niemieckich mistrzostw samochodów turystycznych - DTM. Prowadząc Audi o dwuletniej specyfikacji, ani razu nie zdołał dojechać na punktowanej pozycji. Najlepiej zaprezentował się podczas ostatniej rundy, na niemieckim obiekcie Hockenheimring, kiedy to zajął dwunastą lokatę.

### Le Mans
W roku 2009 Duńczyk zadebiutował w wyścigach długodystansowych - Le Mans Series. Szansę startów otrzymał od ekipy Colina Kolles'a. Wystąpiwszy w pięciu wyścigach, zmagania ukończył na 15. miejscu (w klasie LMP1). W tej samej kategorii wziął udział również w dwóch rundach amerykańskiego cyklu Le Mans. Uzyskane punkty sklasyfikowały go na 4. miejscu.
W latach 2009–2010, również w zespole Colina Kolles'a, Christian Bakkerud brał udział w 24-godzinnym wyścigu Le Mans. W pierwszym podejściu jego załoga zakończyła rywalizację na 9. lokacie. W drugim z kolei zmagań nie ukończyli.

## Śmierć
Zmarł w wyniku obrażeń poniesionych w wypadku samochodowym.

## Wyniki w GP2
| Legenda oznaczeń w tabelach wyników Wyświetl szablon na nowej stronie | Legenda oznaczeń w tabelach wyników Wyświetl szablon na nowej stronie                                                                     |
| Oznaczenie                                                            | Wyjaśnienie |
| --------------------------------------------------------------------- | --- |
| Złoty                                                                 | Zwycięzca lub mistrzostwo |
| Srebrny                                                               | 2. miejsce lub wicemistrzostwo |
| Brązowy                                                               | 3. miejsce lub II wicemistrzostwo |
| Zielony                                                               | Ukończył, punktował (w klasyfikacji generalnej, gdy zdobył co najmniej jeden punkt na przestrzeni sezonu, poza trzema powyższymi opcjami) |
| Niebieski                                                             | Ukończył, nie punktował (w klasyfikacji generalnej, gdy nie zdobył co najmniej jednego punktu na przestrzeni sezonu)                      |
| Czerwony                                                              | Nie zakwalifikował się (NZ) |
| Czerwony                                                              | Nie prekwalifikował się (NPK) |
| Różowy                                                                | Nie ukończył (NU) |
| Różowy                                                                | Niesklasyfikowany (NS) (w klasyfikacji generalnej, gdy nie został sklasyfikowany w żadnym wyścigu sezonu)                                 |
| Czarny                                                                | Zdyskwalifikowany (DK) |
| Czarny                                                                | Wykluczony (WYK/EX) |
| Biały                                                                 | Nie wystartował (NW) |
| Biały                                                                 | Kontuzjowany (K/INJ) |
| Biały                                                                 | Wyścig odwołany (OD/C) |
| Bez koloru                                                            | Został wycofany (WYC/WD) |
| Bez koloru                                                            | Nie przybył (NP/DNA) |
| Bez koloru                                                            | Nie brał udziału w treningach (NT/DNP) |
| Bez koloru                                                            | Nie został zgłoszony (–) |
| Pogrubienie                                                           | Start z pole position |
| Kursywa                                                               | Najszybsze okrążenie wyścigu |
| †                                                                     | Nie ukończył, ale jego rezultat został zaliczony ze względu na przejechanie więcej niż 90% dystansu wyścigu.                              |
| *                                                                     | Sezon w trakcie |
| 1/2/3                                                                 | Punktowana pozycja w sprincie kwalifikacyjnym                                                                                             |
| Lista systemów punktacji Formuły 1                                    | |

| Rok  | Zespół             | Wyniki w poszczególnych eliminacjach | Wyniki w poszczególnych eliminacjach | Wyniki w poszczególnych eliminacjach | Wyniki w poszczególnych eliminacjach | Wyniki w poszczególnych eliminacjach | Wyniki w poszczególnych eliminacjach | Wyniki w poszczególnych eliminacjach | Wyniki w poszczególnych eliminacjach | Wyniki w poszczególnych eliminacjach | Wyniki w poszczególnych eliminacjach | Wyniki w poszczególnych eliminacjach | Wyniki w poszczególnych eliminacjach | Wyniki w poszczególnych eliminacjach | Wyniki w poszczególnych eliminacjach | Wyniki w poszczególnych eliminacjach | Wyniki w poszczególnych eliminacjach | Wyniki w poszczególnych eliminacjach | Wyniki w poszczególnych eliminacjach | Wyniki w poszczególnych eliminacjach | Wyniki w poszczególnych eliminacjach | Wyniki w poszczególnych eliminacjach | Punkty | Pozycja |
| ---- | ------------------ | ------------------------------------ | ------------------------------------ | ------------------------------------ | ------------------------------------ | ------------------------------------ | ------------------------------------ | ------------------------------------ | ------------------------------------ | ------------------------------------ | ------------------------------------ | ------------------------------------ | ------------------------------------ | ------------------------------------ | ------------------------------------ | ------------------------------------ | ------------------------------------ | ------------------------------------ | ------------------------------------ | ------------------------------------ | ------------------------------------ | ------------------------------------ | ------ | ------- |
| 2007 | David Price Racing | BHR                                  | BHR                                  | ESP                                  | ESP                                  | MON                                  | FRA                                  | FRA                                  | GBR                                  | GBR                                  | DEU                                  | DEU                                  | HUN                                  | HUN                                  | TUR                                  | TUR                                  | ITA                                  | ITA                                  | BEL                                  | BEL                                  | VAL                                  | VAL                                  | 0      | 34      |
| 2007 | David Price Racing | 13                                   | NU                                   | 12                                   | NU                                   | NU                                   | NU                                   | 12                                   | NU                                   | 21                                   | NU                                   | 18                                   | NU                                   | NW                                   | NZ                                   | NZ                                   | -                                    | -                                    | 12                                   | NU                                   | NU                                   | NU                                   | 0      | 34      |
| 2008 | Super Nova Racing  | ESP                                  | ESP                                  | TUR                                  | TUR                                  | MON                                  | MON                                  | FRA                                  | FRA                                  | GBR                                  | GBR                                  | DEU                                  | DEU                                  | HUN                                  | HUN                                  | VAL                                  | VAL                                  | BEL                                  | BEL                                  | ITA                                  | ITA                                  |                                      | 0      | 27      |
| 2008 | Super Nova Racing  | NU                                   | -                                    | -                                    | -                                    | 10                                   | NU                                   | -                                    | -                                    | -                                    | -                                    | -                                    | -                                    | -                                    | -                                    | -                                    | -                                    | -                                    | -                                    | -                                    | -                                    |                                      | 0      | 27      |

## Wyniki w Azjatyckiej Serii GP2
| Legenda oznaczeń w tabelach wyników Wyświetl szablon na nowej stronie | Legenda oznaczeń w tabelach wyników Wyświetl szablon na nowej stronie                                                                     |
| Oznaczenie                                                            | Wyjaśnienie |
| --------------------------------------------------------------------- | --- |
| Złoty                                                                 | Zwycięzca lub mistrzostwo |
| Srebrny                                                               | 2. miejsce lub wicemistrzostwo |
| Brązowy                                                               | 3. miejsce lub II wicemistrzostwo |
| Zielony                                                               | Ukończył, punktował (w klasyfikacji generalnej, gdy zdobył co najmniej jeden punkt na przestrzeni sezonu, poza trzema powyższymi opcjami) |
| Niebieski                                                             | Ukończył, nie punktował (w klasyfikacji generalnej, gdy nie zdobył co najmniej jednego punktu na przestrzeni sezonu)                      |
| Czerwony                                                              | Nie zakwalifikował się (NZ) |
| Czerwony                                                              | Nie prekwalifikował się (NPK) |
| Różowy                                                                | Nie ukończył (NU) |
| Różowy                                                                | Niesklasyfikowany (NS) (w klasyfikacji generalnej, gdy nie został sklasyfikowany w żadnym wyścigu sezonu)                                 |
| Czarny                                                                | Zdyskwalifikowany (DK) |
| Czarny                                                                | Wykluczony (WYK/EX) |
| Biały                                                                 | Nie wystartował (NW) |
| Biały                                                                 | Kontuzjowany (K/INJ) |
| Biały                                                                 | Wyścig odwołany (OD/C) |
| Bez koloru                                                            | Został wycofany (WYC/WD) |
| Bez koloru                                                            | Nie przybył (NP/DNA) |
| Bez koloru                                                            | Nie brał udziału w treningach (NT/DNP) |
| Bez koloru                                                            | Nie został zgłoszony (–) |
| Pogrubienie                                                           | Start z pole position |
| Kursywa                                                               | Najszybsze okrążenie wyścigu |
| †                                                                     | Nie ukończył, ale jego rezultat został zaliczony ze względu na przejechanie więcej niż 90% dystansu wyścigu.                              |
| *                                                                     | Sezon w trakcie |
| 1/2/3                                                                 | Punktowana pozycja w sprincie kwalifikacyjnym                                                                                             |
| Lista systemów punktacji Formuły 1                                    | |

| Rok  | Zespół                   | Wyniki w poszczególnych eliminacjach | Wyniki w poszczególnych eliminacjach | Wyniki w poszczególnych eliminacjach | Wyniki w poszczególnych eliminacjach | Wyniki w poszczególnych eliminacjach | Wyniki w poszczególnych eliminacjach | Wyniki w poszczególnych eliminacjach | Wyniki w poszczególnych eliminacjach | Wyniki w poszczególnych eliminacjach | Wyniki w poszczególnych eliminacjach | Punkty | Pozycja |
| ---- | ------------------------ | ------------------------------------ | ------------------------------------ | ------------------------------------ | ------------------------------------ | ------------------------------------ | ------------------------------------ | ------------------------------------ | ------------------------------------ | ------------------------------------ | ------------------------------------ | ------ | ------- |
| 2008 | Super Nova International | ARE                                  | ARE                                  | IDN                                  | IDN                                  | MAL                                  | MAL                                  | BHR                                  | BHR                                  | ARE                                  | ARE                                  | 0      | 27      |
| 2008 | Super Nova International | NU                                   | 11                                   | NU                                   | 14                                   | NU                                   | NU                                   | NU                                   | NU                                   | NU                                   | 9                                    | 0      | 27      |